# Карпуніно
Карпу́ніно (рос. Карпунино) — село у складі Мокроусовського округу Курганської області, Росія.
Населення — 167 осіб (2010, 235 у 2002).
Національний склад станом на 2002 рік:
- росіяни — 75 %